# Gotthard Pokorný
Gotthard Pokorný (16. listopadu 1733 Český Brod – 4. srpna 1802 Brno) byl český varhaník a hudební skladatel.

## Život
Hudební vzdělání získal u místního učitele Václava Vrabce. Nejprve patrně vypomáhal jako učitelský pomocník. Jako hudebník působil na různých místech, až v roce 1760 se stal ředitelem kůru v katedrále svatého Petra a Pavla v Brně. Jeho dcera byla výbornou houslistkou a klavíristkou.

## Dílo
Komponoval převážně chrámovou hudbu. Jeho mše, litanie a nešpory byly nalezeny v mnoha českých a moravských kostelech. Komponoval však i světskou hudbu, zejména klavírní cykly a houslové koncerty.